# 錫爾弗希爾 (北卡羅萊納州)
錫爾弗希爾（英語：Silver Hill）是位於美國北卡羅萊納州戴維森縣的非建制地區。

## 歷史
錫爾弗希爾的郵局於1849年設立，其後於1913年停運。

## 地理
錫爾弗希爾所處的海拔為高於海平面211米（即692英呎），而該地所採用的時區為UTC-5，即北美东部时区（EST）。同時該地設有夏令時間，為UTC-5調快一小時，即UTC-4（EDT）。